# Tipula (Eremotipula) biproducta
Tipula (Eremotipula) biproducta is een tweevleugelige uit de familie langpootmuggen (Tipulidae). De soort komt voor in het Nearctisch gebied.